# سیارک ۲۶۸۵
سیارک ۲۶۸۵ (به انگلیسی: 2685 Masursky، نامگذاری:1981JN) دو هزار و ششصد و هشتاد و پنجمین سیارک کشف شده‌است که در ۳ مه ۱۹۸۱ کشف شد.
قدر مطلق سیارک برابر ۱۲٫۲۰ است.